# Calcaribracon walkeralis
Calcaribracon walkeralis är en stekelart som först beskrevs av Roy D. Shenefelt 1978.  Calcaribracon walkeralis ingår i släktet Calcaribracon och familjen bracksteklar. Inga underarter finns listade.